# 未成年愛狠大
《未成年愛狠大》（日语：未成年だけどコドモじゃない），是一部少女漫畫，作者為水波風南，日本連載期間為2012年12月號-2016年12月號

## 故事概述
折山香琳是個驕縱的大小姐，在16歲的生日當天，被父親告知了將和暗戀已久的同校三年級學長鶴木尚結婚，歡喜的她滿心以為這是雙方都兩情相悅的婚姻，殊不知這其實只是戰略性婚姻。原先冷漠以對的尚卻也在和香琳的朝夕相處中，似乎也漸漸產生了變化............

## 登場人物
折山香琳
本作女主角，高一生，是個驕縱任性的大小姐，因為父親太過寵愛，而導致了她一不高興就經常摔東西的習慣（最常糟蹋料理）。16歲時嫁給了心儀已久的鶴木學長，原以為兩情相悅，但實際上鶴木很討厭她。雖然任性嬌蠻，但其實個性非常單純，做事也會全力以赴。現在和鶴木兩情相悅，仍舊同居中。
鶴木尚
本作男主角，高三生，足球隊王牌，是一個品學兼優的帥哥。由於父母經常吵架，母親更是經常摔東西，導致他對於摔破東西的聲音感到恐懼。一開始和香琳結婚只是為了要離開家中，並不喜歡香琳。後來深受香琳直率以及認真的性格吸引，最終喜歡上了她。曾經有要和香琳離婚，但後來意識到自己並不想把香琳交給別人，而放棄了離婚的念頭。
海老名五十鈴
高一生，和香琳同班的青梅竹馬，喜歡香琳。海老名集團的獨生子，是個有錢的少爺。因為外表可愛，而經常被人說像女孩子，但香琳總是會馬上大聲地替他辯駁。後來發現了香琳和鶴木結婚的事情，便告訴尚他可以取消離婚紀錄，要求他和香琳離婚。
折山夫婦
夫：折山和紀，妻：折山（佐佐木）明里。香琳的父母，原本很窮，但因為父親和紀希望能給香琳很好的生活，而拼命工作，現在是個有錢人家。與尚的父母是大學同學，因此約定好了香琳滿16歲就讓兩人結婚。和紀在大學時原先喜歡尚的母親飛田怜華，後因怜華已有男友鶴木匠（尚的父親），而選擇默默祝福，後與一直喜歡他的明里(香琳的母親)結為夫妻。
鶴木夫婦
夫：鶴木匠，妻：鶴木（飛田）怜華。尚的父母，原先生活優渥，但因匠的公司破產，而變得貧困。  後來決定讓兒子尚入贅進好友折山夫婦家，好獲得債務基金和生活費。兩人堪稱是金童玉女般的組合，殊不知兩人早已形同陌路，匠經常在外拈花惹草，也讓怜華經常對尚說出「若不是有了你，我怎麼遇到這種慘事!」讓尚從此有了創傷。

## 發行
單行本全5冊，由長鴻出版社出版。

## 電影
2017年12月23日公開。

### 演員陣容
- 鶴木尚 - 中島健人（Sexy Zone）
- 折山香琳 - 平祐奈
- 海老名五十鈴 - 知念侑李（Hey! Say! JUMP）

### 製作團隊
- 監督 - 英勉
- 劇本 - 保木本佳子
- 發行 - 東宝

## 外部連結
- 電影《未成年愛狠大》官方網站